# Denis Bouchard (linguiste)
Pour les articles homonymes, voir Denis Bouchard (homonymie) et Bouchard.
Denis Bouchard est un professeur et linguiste québécois.
Il a étudié au Massachusetts Institute of Technology (MIT), où il a obtenu un Ph. D. en linguistique, en 1982. Noam Chomsky y fut le directeur de sa thèse On the Content of Empty Categories. 
Il a ensuite enseigné aux universités d'Ottawa, du Texas et de la Floride avant de devenir professeur au Département de linguistique et de didactique des langues de l'UQAM en 1988. 
Ses domaines de recherche sont la théorie syntaxique, la syntaxe du français et la syntaxe comparée des langues romanes. 
Il a aussi été vice-président et président de l'Association canadienne de linguistique.

## Distinctions
- 2005 - Bourse Killam